# Anna Thulin
Anna Vava Emilia Thulin, född 4 september 1904 i Lund, död 14 februari 1996 i Glemmingebro, Ingelstorps församling, Malmöhus län, var en svensk teckningslärare och illustratör samt även formgivare för Ystad-Metall.
Thulin var utbildad vid Tekniska skolan (Konstfack). Hon arbetade som teckningslärare i Ystad och Tomelilla och stod för illustrationer i läse- och räkneböcker där Elsa Beskow och Herman Siegvald författade texterna. Hon var dotter till prosten Emil Thulin och Vava Samuelsson.